# Paal (Pays-Bas)
Pour les articles homonymes, voir Paal.
Paal est un hameau des Pays-Bas situé dans la commune de Hulst, en province de Zélande. Il se trouve au bord du Pays inondé de Saeftinghe et possède un petit port de plaisance accessible à marée haute.

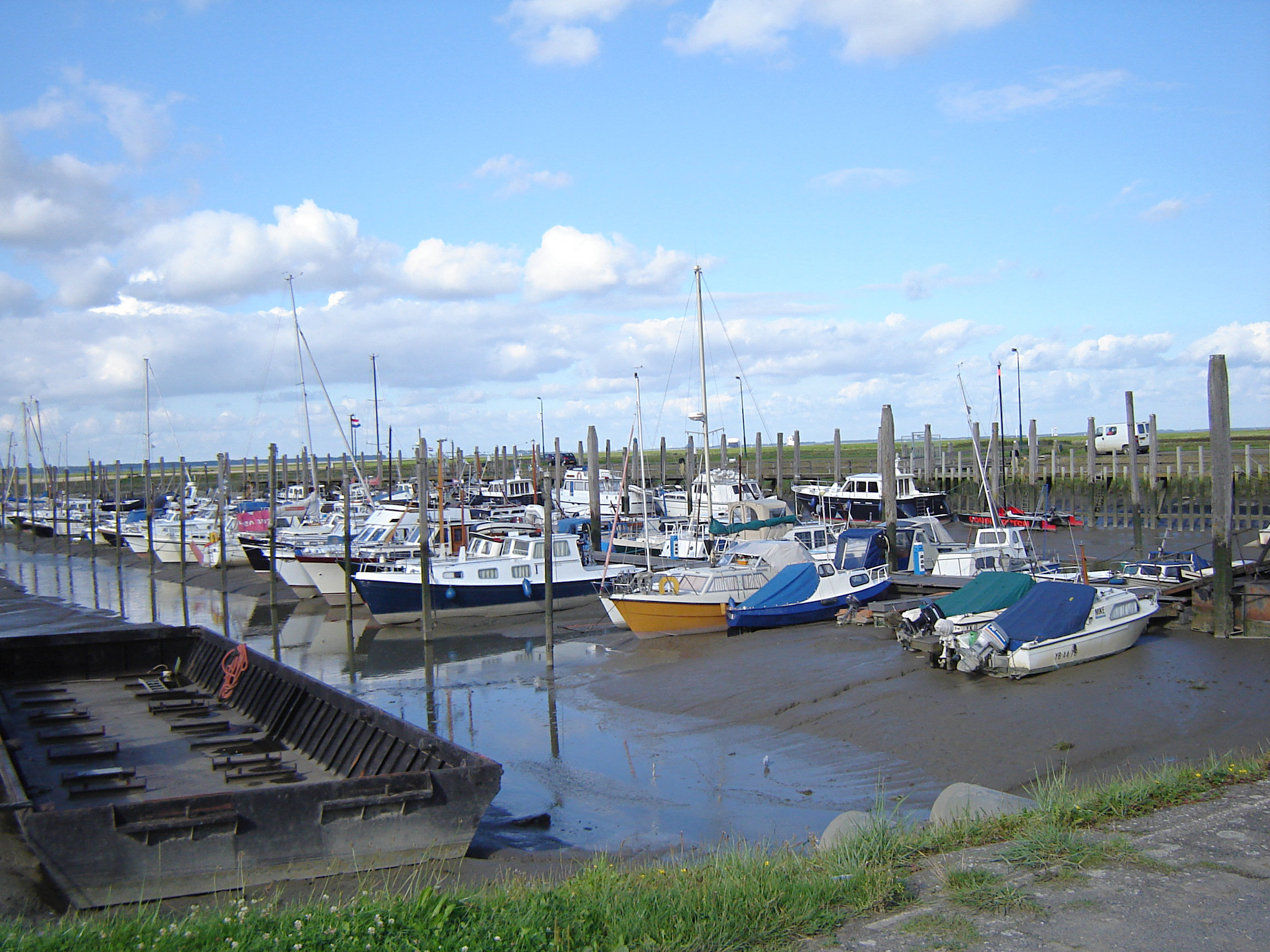
Le port de Paal à marée basse.